# 小松英雄
小松 英雄（こまつ ひでお、1929年8月2日 - 2022年2月20日）は、日本の国語学者。筑波大学名誉教授。文学博士。専門は日本語史。
東京生まれ。東京教育大学大学院修了。

## 勤務歴

### 専任
- ミシガン大学研究員（Research Associate）、講師（Lecturer）
- 東京教育大学助教授
- 筑波大学助教授、教授
- 駒澤大学大学院教授
- 駒沢女子大学教授

### 非常勤
（東京都以外は集中講義、※は複数年度）
宇都宮大学　愛媛大学　※学習院大学　※金沢大学　千葉大学　東京大学　※東洋大学　名古屋大学　新潟大学　※二松学舎大学　弘前大学　※北海道大学（札幌校）　※山形大学　琉球大学　※早稲田大学
（現在）※四国大学（大学院文学研究科日本文学書道文化専攻）

### 客員教授等
- （アメリカ合衆国）※カリフォルニア大学バークレー校客員教授（Visiting Professor）
- （台湾）※東呉大学客座教授
- （韓国）
  - ※啓明大学校客員教授
  - ※高麗大学校客員教授
  - 慶北大学校招聘教授

## 主な研究成果

### 日本語古典文学
文献学的アプローチによる表現解析により、日本語古典文学における定説を覆すような新しい仮説の提案を数多く行なってきた。
平安前期の仮名文に独特の構文を「連接構文」と名づけた。
とりわけ『古今和歌集』や『土佐日記』（土左日記）の研究で、画期的な進歩をもたらした。

#### 古今和歌集
従来の古典文法に呪縛された解釈を全面否定し、新たな解釈を提示した。
『万葉集』を素朴、『古今和歌集』を観念的、『新古今和歌集』を幽玄とする従来の認識について、「借字（※これは小松英雄の考案した用語）による表記から仮名だけの表記へ、そして、漢字と仮名との交用による表記へという、和歌の書記様式の転換と密接に連動して生じた、抒情表現の深化と捉えるべき」だとした。
また、古来、謎とされてきた、巻十九冒頭に「短歌」という標目で長歌が収録されていることについても新しい解釈を提示した。

#### 土佐日記（土左日記）
長年にわたって強固な定説として認知されてきた「紀貫之は、女性に仮託して書いた」という解釈について完全否定した。小松は論拠を示した上で、「冒頭の一節は「漢字ではなく、仮名文字で書いてみよう」という意思表示を平安前期の仮名文の特性である複線構造を活かして巧みに表現したものだ」とする新しい説を提示したのである。また「それのとしの」以下の従来の解釈についても、「徹頭徹尾間違っていた」として、丹念な検証の上で新たな解釈を提示した。
こうした小松説に対しては、冒頭部の理解を中心に、東原伸明、熊谷直春、徳原茂実が批判を加えている。また小松の発見については、2007年3月2日付の『読売新聞』に「「土佐日記」冒頭に新説」という記事が掲載されたが、当該新聞記事は「仮名」を「ひらがな」とするなど、小松の考え方について正確に報道していない。

### 係り結び
「いわゆる係り結びの「ぞ」「なむ」「こそ」の意味は強調ではない」とし、センテンスやディスコースの区切る機能を持つという解釈を提示した。

### 小松英雄が考案した、あるいは定義しなおした術語
- 連接構文
- 初読（ラテン語のrectoをもとに考案）[11]
- 次読（ラテン語のversoをもとに考案）[11]
- 借字（従来はすべて万葉仮名とされていたが、借字と万葉仮名を区別した。）
- 仮名文
- 仮名
- 平仮名
- 漢字文（従来はすべて漢文と言われていたが、日本語の書記様式としての漢字文と、中国語古典文を区別した。）
- 活写語（通常は、擬態語・擬音語などと言われた。オノマトペは「日本語に相応しくない」とした。）[12]
- 書記（writingの訳語）

## 著書
- 『日本声調史論考』(風間書房 1971)
- 『国語史学基礎論』(笠間書院 1973：増補版、1986：簡装版、2006)
- 『いろはうた　日本語史へのいざない』 (中公新書 1979)
- 『日本語の世界7．日本語の音韻』 (中央公論社 1981)
- 『徒然草抜書　解釈の原点』(三省堂　1983/ 「徒然草抜書 表現解析の方法」講談社学術文庫　1990)
- 『仮名文の原理』 (笠間書院 1988)
- 『やまとうた　古今和歌集の言語ゲーム』(講談社 1994)
- 『仮名文の構文原理』 (笠間書院 1997：増補版　2003)
- 『日本語書記史原論』(笠間書院 1998：増補版　2000：新装版 2006)
- 『日本語はなぜ変化するか 母語としての日本語の歴史』 (笠間書院 1999)
- 『古典和歌解読　和歌表現はどのように深化したか』 (笠間書院 2000: 増補版 2012)
- 『日本語の歴史　青信号はなぜアオなのか』(笠間書院 2001)
- 『みそひと文字の抒情詩: 古今和歌集の和歌表現を解きほぐす』(笠間書院 2004)－『やまとうた』を全面的に書き改め、新たに一章を加筆
- 『古典再入門 『土左日記』を入口にして』(笠間書院 2006)
- 『丁寧に読む古典』(笠間書院 2008)
- 『伊勢物語の表現を掘り起こす 《あづまくだり》の起承転結』(笠間書院 2010)
- 『平安古筆を読み解く　散らし書きの再発見』(二玄社 2011)
- 『日本語を動的にとらえる　ことばは使い手が進化させる』(笠間書院 2014)
- 『土左日記を読みなおす　屈折した表現の理解のために』(笠間書院 2018)

### 共編著
- 『詳解古文』[ほか]著. 昇竜堂出版, 1967.3
- 『三省堂古語辞典 修訂版』編. 三省堂, 1974.1
- 『例解古語辞典』土井洋一,森野宗明,鈴木丹士郎,林史典共編著. 三省堂, 1991

### 記念論文集
- 『日本語学論集 小松英雄博士退官記念』小松英雄博士退官記念日本語学論集編集委員会 編. 三省堂, 1993.7